# Jumpai
Jumpai is een bestuurslaag in het regentschap Klungkung van de provincie Bali, Indonesië. Jumpai telt 1571 inwoners (volkstelling 2010).